# تسورکویتسا
تسورکویتسا (به لاتین: Tsurkvitsa) یک منطقهٔ مسکونی در بلغارستان است که در شهرستان ژبل واقع شده‌است.